# Sorin Rădoi
Sorin Nicușor Rădoi (n. 30 iunie 1985, Craiova, România) este un jucător român de fotbal retras din activitate. Evoluează pe postul de fundaș central, dar poate juca și pe flancul drept.
A debutat la Extensiv Craiova, în sezonul 2002-2003 jucând în Divizia B. În 2003 a ajuns la Sportul Studențesc, alături de care a obținut promovarea în prima ligă. În 2005 a fost transferat la FC Timișoara, alături de golgheterul Gigel Bucur. În 2008 a semnat un contract cu nou promovata în Liga I, U Cluj, unde nu a jucat însă decât jumătate de sezon, fiind cumpărat de Unirea Urziceni.
În vara anului 2010 a ajuns la FC Chindia Târgoviște.